# Корсиканская республика
Корсика́нская респу́блика (итал. Repubblica Corsa) — государство, созданное в ноябре 1755 года Паскалем Паоли, объявившим Корсику суверенным государством, независимым от Генуэзской республики. Паоли создал Конституцию Корсиканской республики, которая была первой конституцией, написанной согласно принципам эпохи Просвещения, включая первое в истории предоставление избирательного права для женщин (конституция отменена Францией после захвата острова (англ.) в 1769 году). Республика создала правительство, утвердила государственный флаг, систему правосудия и основала собственную армию.

## Создание
Власть Генуэзской республики на Корсике считалась местными жителями коррумпированной и в начале эпохи Просвещения были слышны голоса, призывающие к независимости от Генуи. Правительство засело в крепости, не имея почти никакого реального контроля над страной, и корсиканцы начали искать лидера для своей борьбы. С 1729 года восставших корсиканцев возглавил врач Джачинто Паоли. В поисках внешней поддержки, корсиканцы обратились к немецкому авантюристу Теодору фон Нойхофу, который обещал им найти таковую и в 1736 году был провозглашён королём Корсики; однако удержаться «король Теодор I» не сумел, а в 1739 году движение было окончательно подавлено и Джачинто Паоли эмигрировал в Неаполь со своим 14-летним сыном Паскалем. 
20 апреля 1755 года Паскаль Паоли, вернувшийся на Корсику поначалу как представитель отца, был провозглашён лидером (генерал-капитаном) Корсики. После ряда успешных действий Паоли изгнал генуэзцев с острова, за исключением нескольких прибрежных городов. После этого он реорганизовал правительство и провёл реформы. Паоли основал университет в Корте и создал в 1757 году недолго существовавший «Орден Святой Девоты» (в честь покровительницы острова Святой Девоты).
В 1761 году Республика чеканила свои собственные монеты в Мурато, на которых была изображена «Голова мавра», традиционный символ Корсики.
Идеи Паоли о независимости, демократии и свободе получили поддержку от таких философов, как Руссо, Вольтер, Рейналь, Мабли. Публикация в 1766 году «Отчёта о Корсике» Джеймса Босвелля сделала Паоли известным в Европе. Бей Туниса официально признал Корсиканскую республику.

## Конституция
Корсиканская Конституция, написанная Паоли на основе наиболее передовых идей того времени, была принята Диетой (парламентом) 18 ноября 1755 года и действовала до французской аннексии острова 1769 года. Она была написана не на местном диалекте «корсо», а на литературном итальянском языке, на котором корсиканская интеллигенция писала до конца XIX века. Конституция была написана самим Паоли, вдохновлённым трудами Жан-Жака Руссо. Это была первая европейская конституция современного типа, хотя принцип разделения властей не был проведён в ней так строго, как в последующих конституциях, основывающихся на теории Монтескьё.
Национальный парламент, или Генеральная Диета, состоял из делегатов, избираемых от каждого района сроком на три года. Избирательное право было распространено на всех мужчин, достигших 25-летнего возраста. Традиционно женщины всегда голосовали на деревенских выборах подеста (деревенских старост) и других местных чиновников, и сообщалось, что они также голосовали на национальных выборах в органы власти республики. Согласно конституции, Генеральная Диета созывалась раз в год главой исполнительной власти – Генералом; ей были подсудны все должностные лица.
Наряду с этим по Конституции создавался Государственный совет, который состоял из председателя – Генерала, являющегося также главой исполнительной власти, 36 «президентов» — советников первого класса и 108 советников второго класса. Они избирались пожизненно, пропорционально от разных провинций острова. Совет делился на три палаты (юстиции, военную и финансов), игравших роль министерств, или точнее министерских коллегий, по 12 президентов и 36 советников. В целях экономии средств, общее заседание Совета происходило только раз в год. Остальное время года Совет представлял нечто вроде исполнительного комитета с Генералом, тремя ежемесячно сменяемыми президентами (от трёх соответствующих палат) и их сменяемыми каждые 10 дней помощниками, а также государственными секретарями. Государственный совет был также высшей судебной инстанцией. 
Конституция включала в себя также раздел с основами уголовного законодательства, причём она устанавливала смертную казнь через расстрел с конфискацией имущества и даже разрушение дома для лиц, виновных в умышленном убийстве или покушении на таковое (что было мерой борьбы с обычаем кровной мести и вообще разгулом насильственных преступлений).

## Французское вторжение

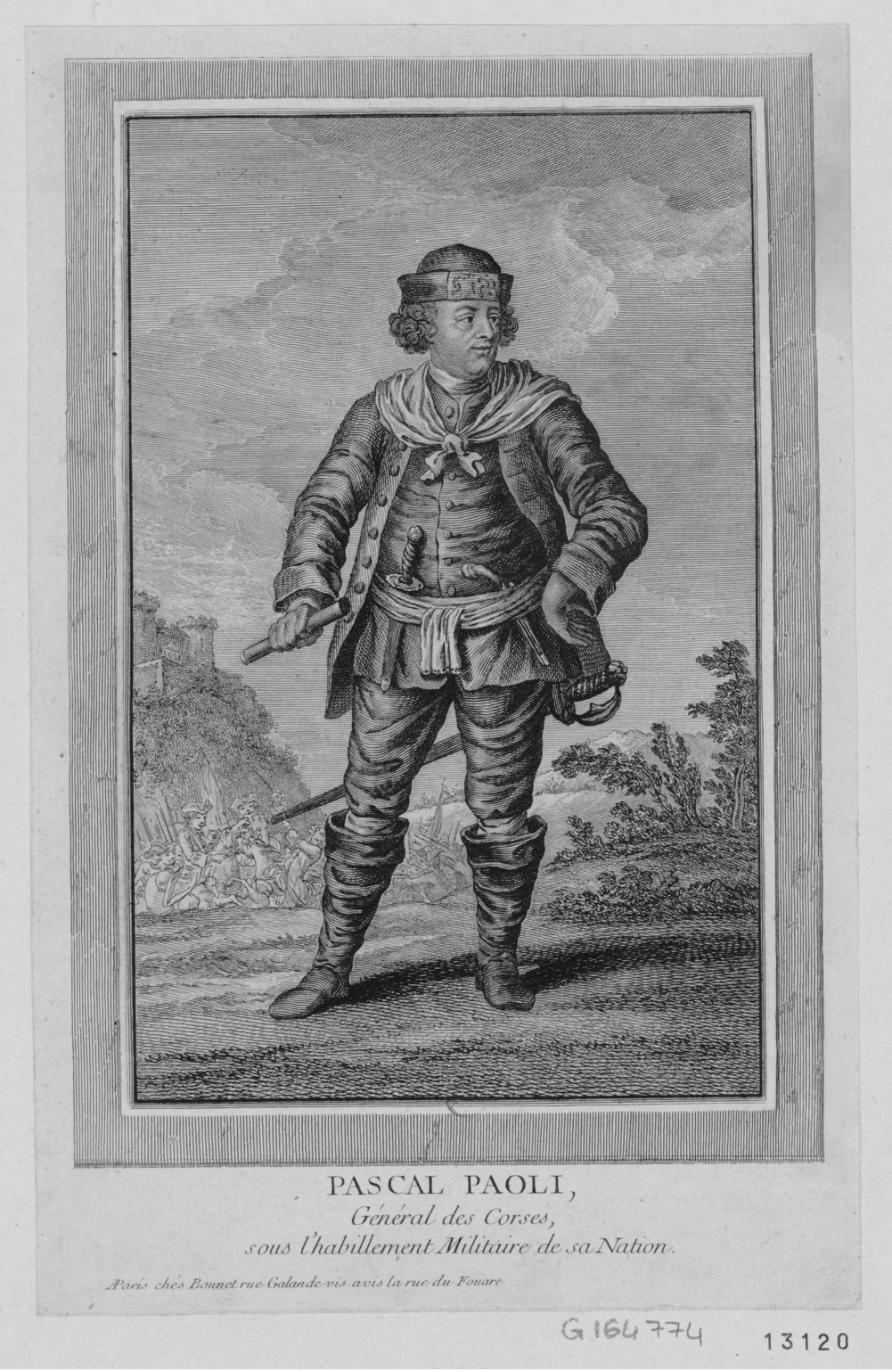
«Паскаль Паоли, корсиканский генерал, в военной одежде своей нации». Французская гравюра 1760-х гг.

В 1763 году Корсиканская республика захватила остров Капрая у генуэзцев, которые впоследствии отчаявшись вернуть Корсику, продали свои суверенные права на неё Королевству Франция. В соответствии с Версальским договором 1768 года на Корсике высадились французские войска под командованием графа де Марбо. В октябре 1768 года Паоли осадил отряд в 700 французов под командованием де Лудра в Борго. На помощь осаждённым из Бастии выступил 3-тысячный отряд Де Марбо и Шавелина. Паоли вдохновлял своих солдат словами: «Патриоты! Вспомните Корсиканскую вечерню, когда на этом самом месте вы уничтожили французов. Честь отечества и общественная свобода сегодня нуждаются во всей вашей доблести. Европа смотрит на вас!». После 10-часового боя, в котором наступающих французов успешно сдерживал Клеман Паоли (брат Паскаля), Де Марбо и Шавелин были вынуждены отступить, а де Лудр капитулировал 9 октября.  Французы потеряли 600 убитыми, 1000 ранеными, 600 пленными; были взяты 10 артиллерийских орудий и 1700 ружей. Эта победа произвела сильнейшее впечатление в Европе; Людовик XV настолько упал духом, что в первый момент был готов уже отказаться от дальнейших попыток завоевать Корсику, и только уговоры герцога Шуазеля заставили его продолжить войну. 
На Корсику были направлены подкрепления, войска возглавил граф де Во. Также было предпринято несколько попыток организовать покушения на Паоли и подкупить его помощников. Весной французские силы, достигшие 22 тысяч человек, под командованием графа Во высадились в Бастии и двинулись оттуда на столицу республики Корте. Паоли попытался преградить им дорогу у моста Понто Ново. 9 мая  1769 года французы нанесли корсиканским войскам, которыми командовали лично Паоли, решающее поражение в битве при Понте-Ново. Исход битвы решило то обстоятельство, что прусские наемники Паоли (ранее служившие генуэзцам) открыли огонь по корсиканцам, направившимся к мосту с противоположной стороны, якобы приняв их за беглецов; предполагают, что это было плодом измены. Поражение имело катастрофические последствия для корсиканцев. После нескольких арьергардных боёв, Паоли с 300 человек, 13 июня покинул Корсику и отплыл в Ливорно, а оттуда в Великобританию. Его кафтан в нескольких местах был прострелен пулями.

## Последствия
Захват острова французами был плохо воспринят в Великобритании, которая была главным союзником и спонсором Корсики. То, что Корсика была «потеряна», было воспринято как провал министерства Графтона, поскольку она расценивалась как жизненно важная территория для поддержания интересов Великобритании в западной части Средиземноморья. Корсиканский кризис серьёзно ослабил министерство Графтона, способствуя его окончательному падению. 
Множество сосланных корсиканцев сражалось на стороне британцев во время Войны за независимость США и во время Большой осады Гибралтара в 1782 году.
Стремление корсиканцев к независимости, наряду со многими демократическими принципами Корсиканской республики, привело к восстановлению Паоли независимости страны в качестве Англо-Корсиканского королевства в 1794—1796 годах. В этот раз военно-морские силы британцев и их наземные войска были развёрнуты на острове для защиты, однако их усилия потерпели неудачу и французское правление было восстановлено.
По сей день некоторые корсиканские сепаратисты, такие как организация Армэта Корса (теперь расформированная), выступают за восстановление республики острова.